# بارانوو (استان لهستان بزرگ‌تر)
بارانوو (به لهستانی:  Baranów) یک روستا در لهستان است که در گمینا بارانوو (استان لهستان بزرگ‌تر) واقع شده‌است. بارانوو ۱٬۵۰۰ نفر جمعیت دارد.